# Ephoren

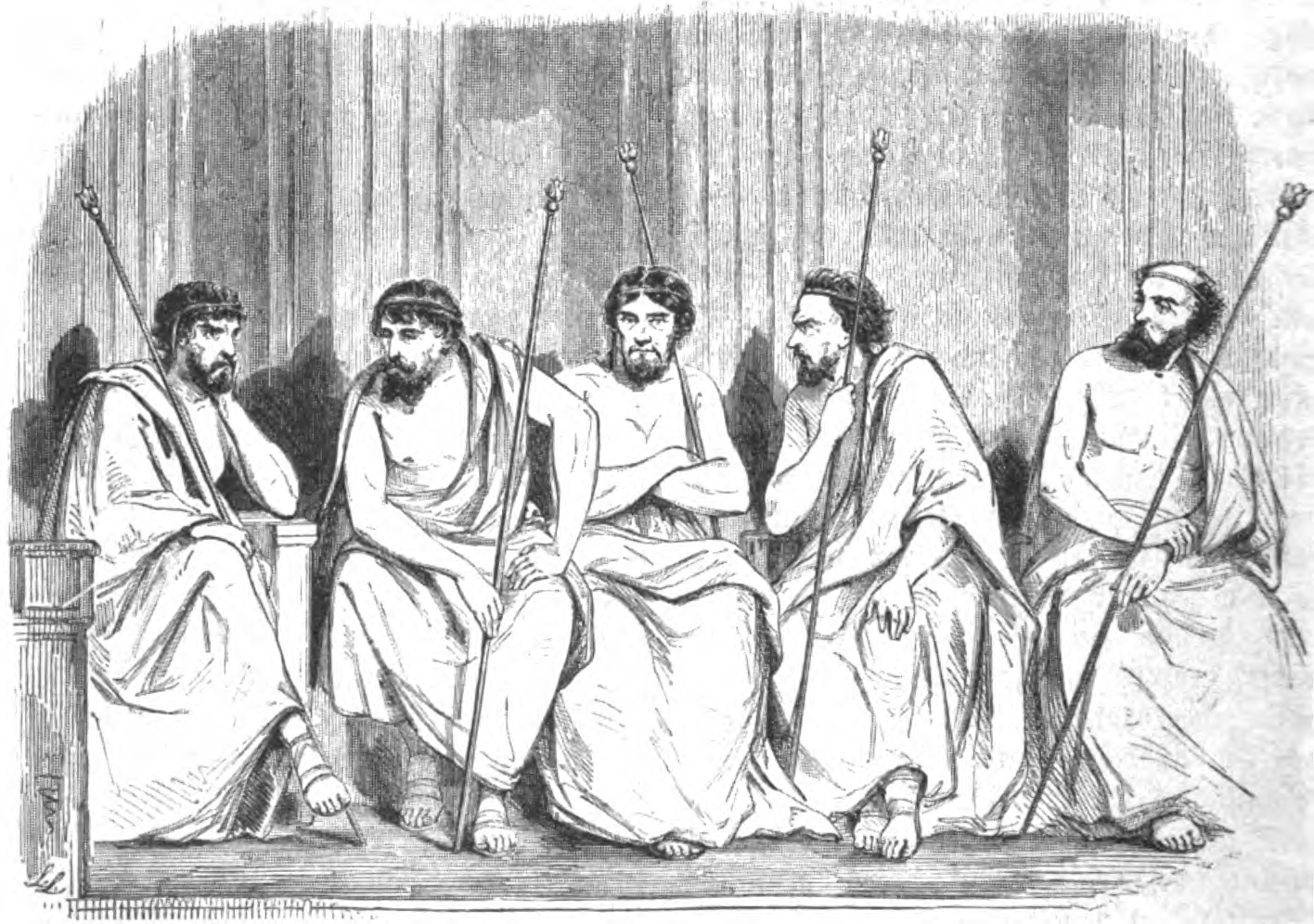
Die fünf Ephoren in Sparta, Darstellung aus dem 19. Jh. von Ludwig Löffler

Ephoren (griechisch ἔφορος éphoros, deutsch ‚Aufseher‘) waren fünf Aufsichtsbeamte im antiken Sparta, die jedes Jahr neu gewählt wurden.

## Kompetenzen
Die Kompetenzen der Ephoren sind nicht bis ins Letzte geklärt. Unter anderem beriefen sie die Volksversammlung ein und organisierten deren Debatten. Die Könige überließen ihnen Teile der zivilen Rechtsprechung. Die Ephoren vertraten die Anklage bei schweren Vergehen und staatlichen Prozessen in der Gerusia. Darüber hinaus übernahmen sie religiöse Aufgaben und überwachten Ernährung, Gesundheit sowie Aussehen der jungen Männer.
Auch in der Außenpolitik spielten die Ephoren eine bedeutende Rolle. Sie führten die Verhandlungen mit ausländischen Delegationen und bestimmten, wer von den Gesandten vor der Apella sprechen durfte. Zwei von ihnen begleiteten die Könige auf deren Kriegszügen. Ob dies der Überwachung der Herrscher diente, ist unbekannt.
Um Machtmissbrauch vorzubeugen, war die Amtszeit der Ephoren auf ein Jahr beschränkt und durfte nicht verlängert werden. Die Ephoren genossen während ihrer Amtszeit Immunität, diese erlosch allerdings nach einem Jahr. Die Nachfolger in diesem Amt konnten die ehemaligen Ephoren dann wegen Amtsvergehen belangen. Verdiente bzw. angesehene ehemalige Ephoren konnten nach ihrer Amtszeit zum Geronten (Mitglied der Gerusia) ernannt werden.

## Entstehung und Entscheidungen
Das Ephorat, das in der Großen Rhetra keine Erwähnung findet, wurde wahrscheinlich auf Drängen der Volksversammlung (Apella) geschaffen, um der Macht des Ältestenrats (Gerusia) und der Könige ein partizipatives Element  entgegenzusetzen. Denn wahlberechtigt und wählbar zum Ephorat war jeder Vollbürger. Für alle anderen Funktionen galten dagegen starke Beschränkungen: bei den Königen die Abstammung, bei den Geronten das Alter über 60. Doppelkönigtum und Ephorat waren Garanten für den Bestand des Staates. Diese Pflicht bekräftigten beide Institutionen durch einen monatlichen Eid immer wieder aufs Neue. Die Ephoren wurden im Laufe der Zeit zu einflussreichen Beamten. Die Spartaner zeigten ihre Wertschätzung für sie, indem sie das laufende Jahr nach dem Vorsitzenden der Ephoren benannten.
Da die Ephoren ihre Entscheidungen durch Mehrheitsbeschluss fällten, konnten sie Spartas Politik jederzeit ändern. Beispielsweise überredete König Pausanias im Jahr 403 v. Chr. drei Ephoren, ihr Abstimmungsverhalten zu ändern und eine Armee nach Attika zu senden. Dies stellte eine völlige Kehrtwende zur bisherigen Politik des Feldherrn Lysander dar.
Es sind Fälle bekannt, in denen die Ephoren schwere Strafen bis zur Verbannung gegen spartanische Könige aussprachen. Agis IV. wurde von ihnen sogar zum Tode verurteilt.

## Kritik und Ende des Ephorats
Aristoteles stand dem Ephorat ablehnend gegenüber. Da ein so einflussreiches Amt nicht nur Aristokraten offenstand, nahm er an, für einfache Bürger sei die Versuchung sehr hoch, sich als Ephoren durch Korruption zu bereichern. Diese negative Einschätzung erwies sich bis in die Neuzeit als einflussreich. Es gibt jedoch keinen Beleg dafür, dass sie begründet war.
227 v. Chr. beseitigte Kleomenes III. das Ephorat, indem er vier der amtierenden Ephoren töten ließ. Antigonos III. Doson stellte es aber wieder her, als er nach der Schlacht von Sellasia Sparta besetzte. Unter der Herrschaft der Makedonen und später der Römer verschwand das Ephorat endgültig aus dem Leben Spartas.